# La Chapelle-Montligeon

La Chapelle-Montligeon este o comună în departamentul Orne, Franța. În 1 ianuarie 2022 avea o populație de 510 de locuitori.